# Підгірний провулок (Мелітополь)
Підгірний провулок — провулок в Мелітополі. Йде від Чкрвоногірської вулиці до Підгірної вулиці. Забудований приватними будинками.

## Назва
Назва провулка пов'язана з тим, що він проходить паралельно схилу гори на крутому правому березі річки Молочної. Поруч також знаходиться Підгірна вулиця.

## Історія
21 вересня 1951 року було затверджено рішення про найменування Підгірним вже існуючого провулка, який до цього не мав назви.